# Velayos
Velayos – gmina w Hiszpanii, w prowincji Ávila, w Kastylii i León, o powierzchni 20,45 km². W 2011 roku gmina liczyła 262 mieszkańców.